# Giuseppe Giannini
Giuseppe Giannini (* 20. srpen 1964 Řím, Itálie) je bývalý italský fotbalový záložník a trenér. Má stříbrnou medaili z ME U21 1986 a dvě bronzové z ME 1988 a MS 1990.

## Fotbalová kariéra
Byl hráčem Římského klubu již od roku 1980, když působil v mládežnických klubech. První utkání v nejvyšší lize odehrál v roce 1982. Od sezony 1984/85, byl nedílnou součástí klubu, která trvala celkem 15 let do roku 1996. S vlky vyhrál tři Italské poháry (1983/84, 1985/86, 1990/91) a jednou hrál i finále v poháru UEFA 1990/91.
V létě 1996 odešel do rakouského klubu Sturm Graz, se kterým vyhrál Rakouský superpohár (1996) i Rakouský pohár (1996/97). Po ročním působení se vrátil do Itálie, kde podepsal smlouvu s Neapolí, za kterou odehrál pět utkání a v lednu 1998 odešel do Lecce. Ten rok sestoupil do druhé ligy a v následující sezoně pomohl ji vrátit do nejvyšší ligy. Poté ukončil fotbalovou kariéru, která čítala 337 utkání a 49 branek v nejvyšší lize.

## Hráčská statistika
| Sezóna  | Klub       | Liga       | Liga   | Liga | Ligové poháry | Ligové poháry | Ligové poháry | Kontinentální poháry | Kontinentální poháry | Kontinentální poháry | Celkem | Celkem |
| Sezóna  | Klub       | Soutěž     | Zápasy | Góly | Soutěž        | Zápasy        | Góly          | Soutěž               | Zápasy               | Góly                 | Zápasy | Góly   |
| ------- | ---------- | ---------- | ------ | ---- | ------------- | ------------- | ------------- | -------------------- | -------------------- | -------------------- | ------ | ------ |
| 1981/82 | Řím        | Serie A    | 1      | 0    | IP            | 0             | 0             | PVP                  | 0                    | 0                    | 1      | 0      |
| 1982/83 | Řím        | Serie A    | 0      | 0    | IP            | 0             | 0             | UEFA                 | 0                    | 0                    | 0      | 0      |
| 1983/84 | Řím        | Serie A    | 2      | 0    | IP            | 0             | 0             | PMEZ                 | 0                    | 0                    | 2      | 0      |
| 1984/85 | Řím        | Serie A    | 26     | 4    | IP            | 6             | 1             | PVP                  | 5                    | 0                    | 37     | 5      |
| 1985/86 | Řím        | Serie A    | 22     | 2    | IP            | 13            | 3             | -                    | 0                    | 0                    | 35     | 5      |
| 1986/87 | Řím        | Serie A    | 25     | 3    | IP            | 7             | 2             | PVP                  | 2                    | 0                    | 34     | 5      |
| 1987/88 | Řím        | Serie A    | 28     | 11   | IP            | 7             | 1             | -                    | 0                    | 0                    | 35     | 12     |
| 1988/89 | Řím        | Serie A    | 32+1   | 6    | IP            | 6             | 4             | UEFA                 | 6                    | 1                    | 45     | 11     |
| 1989/90 | Řím        | Serie A    | 31     | 3    | IP            | 5             | 2             | -                    | 0                    | 0                    | 36     | 5      |
| 1990/91 | Řím        | Serie A    | 24     | 3    | IP            | 8             | 0             | UEFA                 | 10                   | 2                    | 42     | 5      |
| 1991/92 | Řím        | Serie A    | 24     | 4    | IP+IS         | 3+1           | 1+0           | PVP                  | 4                    | 0                    | 32     | 5      |
| 1992/93 | Řím        | Serie A    | 29     | 9    | IP            | 9             | 4             | UEFA                 | 8                    | 3                    | 46     | 16     |
| 1993/94 | Řím        | Serie A    | 26     | 3    | IP            | 3             | 0             | -                    | 0                    | 0                    | 29     | 3      |
| 1994/95 | Řím        | Serie A    | 28     | 1    | IP            | 6             | 1             | -                    | 0                    | 0                    | 34     | 2      |
| 1995/96 | Řím        | Serie A    | 20     | 0    | IP            | 1             | 0             | UEFA                 | 3                    | 1                    | 24     | 1      |
| 1996/97 | Sturm Graz | Bundesliga | 16     | 2    | IP+RS         | 2+1           | 1+0           | PVP                  | 2                    | 0                    | 21     | 3      |
| 1997/98 | Neapol     | Serie A    | 4      | 0    | IP            | 1             | 1             | -                    | 0                    | 0                    | 5      | 1      |
| 1998    | Lecce      | Serie A    | 14     | 0    | IP            | 0             | 0             | -                    | 0                    | 0                    | 14     | 0      |
| 1998/99 | Lecce      | Serie B    | 33     | 4    | IP            | 3             | 0             | -                    | 0                    | 0                    | 36     | 4      |
| Celkem  | Celkem     | Celkem     | 386    | 55   | -             | 87            | 21            | -                    | 40                   | 8                    | 513    | 83     |

## Reprezentační kariéra
Za reprezentaci odehrál 47 utkání a vstřelil 4 branky. První utkání odehrál již v 22 letech 6. prosince 1986 proti Malta (2:0). Byl povolán na ME 1988 i na domácím MS 1990. Na obou turnajích nastoupil do všech utkání a také s nich měl dvě bronzové medaile. S příchodem nového trenéra Sacchiho již nedostává moc příležitostí a tak posledním zápasem v národním týmu byl 12. října 1991 proti SSSR (0:0).

### Statistika na velkých turnajích
| Reprezentace | Rok     | Zápasy             | Zápasy | Zápasy    | Zápasy           | Zápasy           | Zápasy            |
| Reprezentace | Rok     | Fáze turnaje       | Datum  | Soupeř    | Odehraných minut | Vstřelené branky | Výsledek          |
| ------------ | ------- | ------------------ | ------ | --------- | ---------------- | ---------------- | ----------------- |
| Itálie       | ME 1988 | 1 zápas ve skupině | 10. 6. | NSR       | 90               | 0                | 1:1               |
| Itálie       | ME 1988 | 2 zápas ve skupině | 14. 6. | Španělsko | 90               | 0                | 1:0               |
| Itálie       | ME 1988 | 3 zápas ve skupině | 17. 6. | Dánsko    | 90               | 0                | 2:0               |
| Itálie       | ME 1988 | Semifinále         | 22. 6. | SSSR      | 90               | 0                | 0:2               |
| Itálie       | MS 1990 | 1 zápas ve skupině | 9. 6.  | Rakousko  | 90               | 0                | 1:0               |
| Itálie       | MS 1990 | 2 zápas ve skupině | 14. 6. | USA       | 90               | 1                | 1:0               |
| Itálie       | MS 1990 | 3 zápas ve skupině | 19. 6. | ČSSR      | 90               | 0                | 2:0               |
| Itálie       | MS 1990 | Osmifinále         | 25. 6. | Uruguay   | 90               | 0                | 2:0               |
| Itálie       | MS 1990 | Čtvrtfinále        | 30. 6. | Irsko     | 64               | 0                | 1:0               |
| Itálie       | MS 1990 | Semifinále         | 3. 7.  | Argentina | 75               | 0                | 1:1 (3:4) na pen. |
| Itálie       | MS 1990 | O 3. místo         | 7. 7.  | Anglie    | 89               | 0                | 2:1               |

## Trenérská kariéra
První trenérskou zkušenost měl ve třetiligové Foggie, ve které zůstal půl sezony. Krátce poté působil i v Sambenedettese. Také angažmá v rumunské Argeș Pitești se nevydařil a byl propuštěn po 10 utkání (9 proher). Nejlepšího trenérského úspěchu měl v Gallipoli, se kterým vyhrál v sezoně 2008/09 svou skupinu ve třetí lize a slavil postup do druhé ligy. Následující sezonu vydržel do 30. kola. Krátce byl i ve třetiligové Veroně a v druholigovém Grossetu. Dne 28. červen|28. června byl jmenován trenérem reprezentace Libanonu, ale v květnu 2015 byl odvolán. Naposledy byl krátce v třetiligovém Fondi v roce 2017.

## Hráčské úspěchy

### Klubové
- 3× vítěz italského poháru (1983/84, 1985/86, 1990/91)
- 1× vítěz rakouského poháru (1996/97)
- 1× vítěz rakouského superpoháru (1996)

### Reprezentační
- 1× na MS (1990 – bronz)
- 1× na ME (1988 – bronz)
- 1× na ME 21 (1986 – stříbro)

### Prezentační
- All stars team na ME (1988)

### Vyznamenání
Řád zásluh o Italskou republiku (1991)